# Галерија Академије у Фиренци
Галерија Академије у Фиренци (итал. La Galleria dell'Accademia di Firenze) је италијански национални уметнички музеј у Фиренци, смештен у згради преко пута Академије лепих уметности Фиренце. Осим имена, ове две институције немају ништа заједничко.
Галерија поседује седам скулптура Микеланђела Буонаротија. Најзначајнија међу њима је статуа Давида, која се овде налази од 1873. Ту је још колекција слика флорентинских аутора из периода 1300—1600. (Паоло Учело, Доменико Ђирландајо, Сандро Ботичели,  Андреа дел Сарто). Најзад, у галерији је Музеј музичких инструмената и колекција руских икона.